# Ring of Red
Ring of Red est un jeu vidéo de stratégie au tour par tour développé et édité par Konami, sorti en 2000 sur PlayStation 2 et porté en 2011 sur PlayStation Network (PlayStation 3).

## Accueil
- Jeuxvideo.com : 15/20[1]